# Папа Бонифације V
Папа Бонифације V (лат. Bonifacius Quintus; 25. октобар 625.) је био 69. папа од 23. децембра 619. до 25. октобра 625.